# Vallée du Costour
La vallée du Costour est une vallée située dans les communes de Guipavas et du Relecq-Kerhuon dans le département du Finistère en Bretagne.
Le gestionnaire de cette vallée est la métropole Brest Métropole.
Située à l'est de la ville de Brest et au nord de la plage du Moulin-Blanc. Elle est parallèle au vallon du Stang-Alar.

## Géographie
Majoritairement  situé  sur la commune de Guipavas et, pour quelques hectares, au Relecq-Kerhuon, la vallée du Costour a une superficie est de 39 hectares et est orientée nord-sud. Le propriétaire de cette vallée est la commune de Guipavas pour la plus grande partie et la commune du Relecq-Kerhuon pour la plus petite partie. On peut y accéder soit par l'allée du Candy (au nord) ou par la rue du Candy (au sud).

Vue aérienne de la vallée
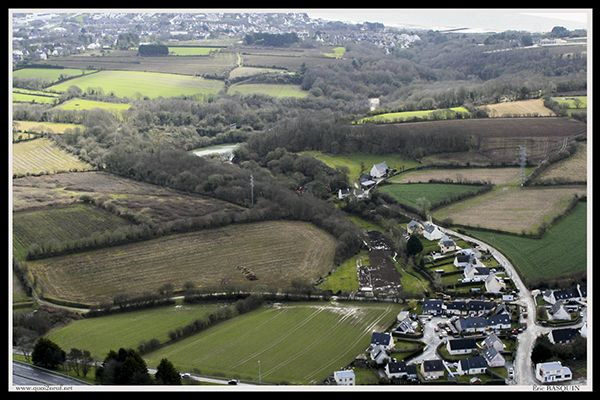
Vue aérienne depuis le rond-point de Pen Ar Reun (Nationale 265) vers la plage du Moulin Blanc
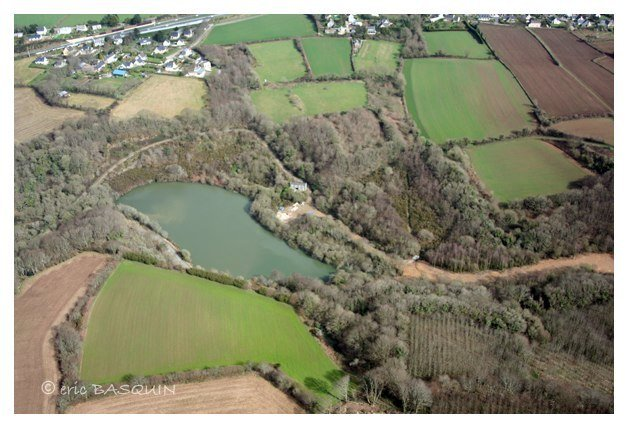
Vue aérienne de la vallée du Costour

## Hydrographie

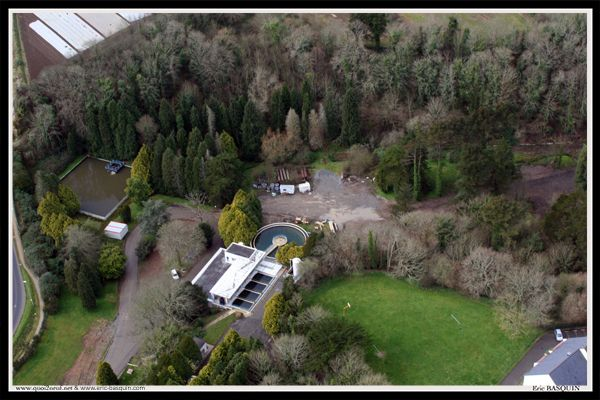
Station d'épuration du Rody

Deux plans d’eau se trouvent dans cette vallée.
- Le premier (le plus grand), est celui de l’ancienne carrière. Il représente une contenance d’environ 180 000 m3. Il est situé au nord de la vallée.
- Le second plan d’eau, situé vers le centre de la vallée, est en fait le barrage de l’ancienne poudrerie.

Plusieurs cours d’eau alimentent la vallée du Costour par le Nord et par l’Ouest. La totalité de la ressource en eau est estimée à 300 000 m3.
De nombreuses zones humides sont concentrées au centre de la vallée.
Plus au sud, une station de traitement des eaux usées est visible rue du Rody.

## Histoire

### La poudrerie du Moulin-Blanc
La vallée du Costour abrita l'une des plus grandes poudreries de France, créée en 1876 sous l'impulsion du président Mac-Mahon et de la Marine nationale. La situation géographique de la vallée s’avéra idéale pour y implanter cette industrie, non loin de Brest, mais assez distante de celle-ci en cas d’explosion. La plage du Moulin-Blanc, ainsi que la proximité de la voie ferrée étaient des atouts supplémentaires. Cette poudrerie fut dirigée un temps au début du XXe siècle alternativement par Albert Louppe et Léopold Maissin, deux personnalités connues entre lesquelles éclatèrent de vives polémiques lors du "Scandale des poudres" entre 1907 et 1910.

### Première Guerre mondiale
En 1914, elle produisait 1 233 tonnes de coton poudre, pour finalement atteindre une production de 14 112 tonnes en 1917. D'autre productions comme la nitroglycérine et la dynamite y furent fabriquées. Les employés de la poudrerie avaient une espérance de vie assez courte, due aux vapeurs toxiques qu’elle dégageait. 3 000 personnes y travaillaient. La fabrication des matières explosives était réalisée dans la vallée, d’autres ateliers se trouvaient sur la plage du Moulin-Blanc. Sa situation géographique en faisait le lieu idéal pour son activité. Pas trop proche de la ville de Brest, en cas d'explosions, mais suffisamment proche de la plage du Moulin-Blanc et de ses annexes, ainsi que de la voie ferrée situé au Sud de la vallée.

### Seconde Guerre mondiale à nos jours
La poudrerie fut sabotée le 18 juin 1940 pour éviter qu'elle ne tombe aux mains des Allemands. Après la Deuxième Guerre mondiale, la société de travaux publics Marc s’y installa pour exploiter la carrière dont les pierres extraites servirent à la reconstruction de Brest. Elle fut exploitée de 1950 jusqu’aux années 1970. La "rue des Poudriers" dans le quartier Sainte-Barbe du Relecq-Kerhuon et quelques édifices dans la vallée du Costour rappellent la présence de la Poudrerie en ces lieux.

### Ruines historiques
Les ruines d’une ferme - visibles côté nord de la vallée.

Le propriétaire de la ferme y avait creusé, à la main, une galerie, afin de se protéger des bombardements que subissait la ville de Guipavas.

Les ruines d’une ferme
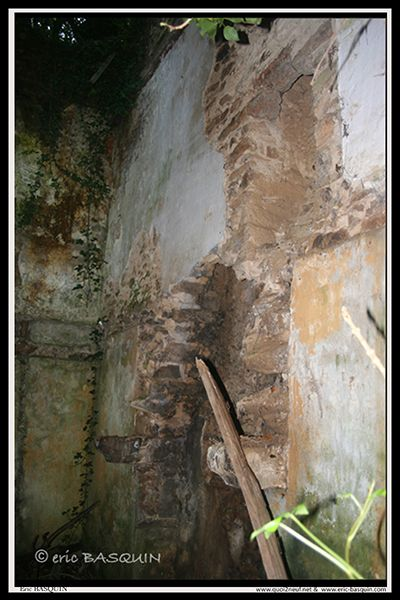
Ruine de la ferme
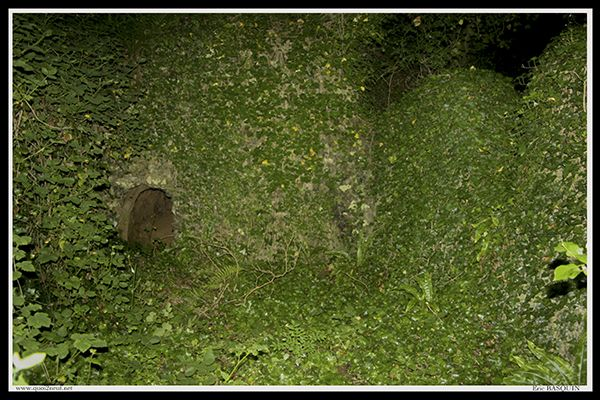
La galerie de protection et la ferme
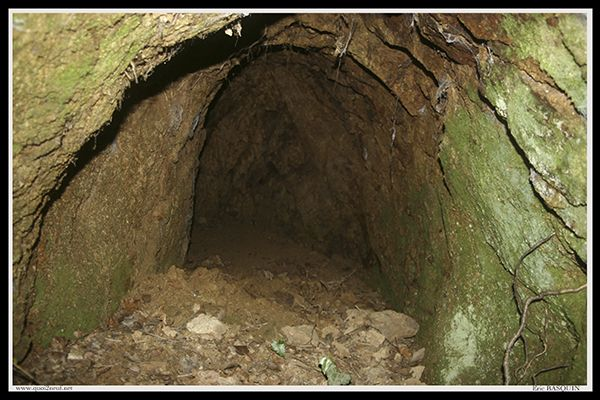
La galerie de protection

### D'autres vestiges
Moulins - Poudrerie - Réservoir - Tunnel - 

### Un ancien terrain vague devenu un espace vert
La vallée du Costour est un espace naturel de 39 hectares, et même de 119 hectares si on lui ajoute les prairies et champs avoisinants.
Une association, « Costour poumon vert en Finistère » milite pour la préservation de cet espace naturel semi-sauvage, qui fournit aussi 15 % de l'eau potable consommée par l'agglomération brestoise en raison du plan d'eau existant (une ancienne carrière) et pour une urbanisation contrôlée sur les plateaux avoisinants.

## Biotope

### La faune
Une faune très riche compose la vallée du Costour.
- Escargot de Quimper (L'espèce bénéficie d'un statut de protection en France et en Europe)
- Carabe à reflets d'or, Carabe à reflets cuivrés, Chrysocarabus auronitens spp. Subfestivus, (Bénéficie d'un statut de protection)
- Chauves-souris (Rhinolophus) (Espèces protégées par l'article L.411-1 du Code de l’Environnement et à l'arrêté de préservation du 23 avril 2007)
- Salamandre tachetée (Protégée dans la plupart des pays d'Europe via son inscription à l'annexe III de la Convention de Berne)
- Alyte accoucheur (Comme beaucoup des amphibiens cette espèce est en régression)
- Grenouille de Perez
- Renard Roux
- Blaireaux
- Chevreuil
- Héron cendré (Statut de conservation UICN : LC préoccupation mineure)
- Pinson des arbres (Le pinson des arbres bénéficie d'une protection totale sur le territoire français depuis l'arrêté ministériel du 17 avril 1981 relatif aux oiseaux protégés sur l'ensemble du territoire)
- Mésange charbonnière (Statut de conservation UICN : LC préoccupation mineure)
- Geai des chênes (Statut de conservation UICN : LC préoccupation mineure)
- Pouillot véloce (Statut de conservation UICN : LC préoccupation mineure)
- Pivert (Statut de conservation UICN : LC préoccupation mineure)
- Pic épeiche (Statut de conservation UICN : LC préoccupation mineure)

### La flore
Il s'y trouve beaucoup d'espèces endémiques à la région.